# Gessenbach (Weiße Elster)

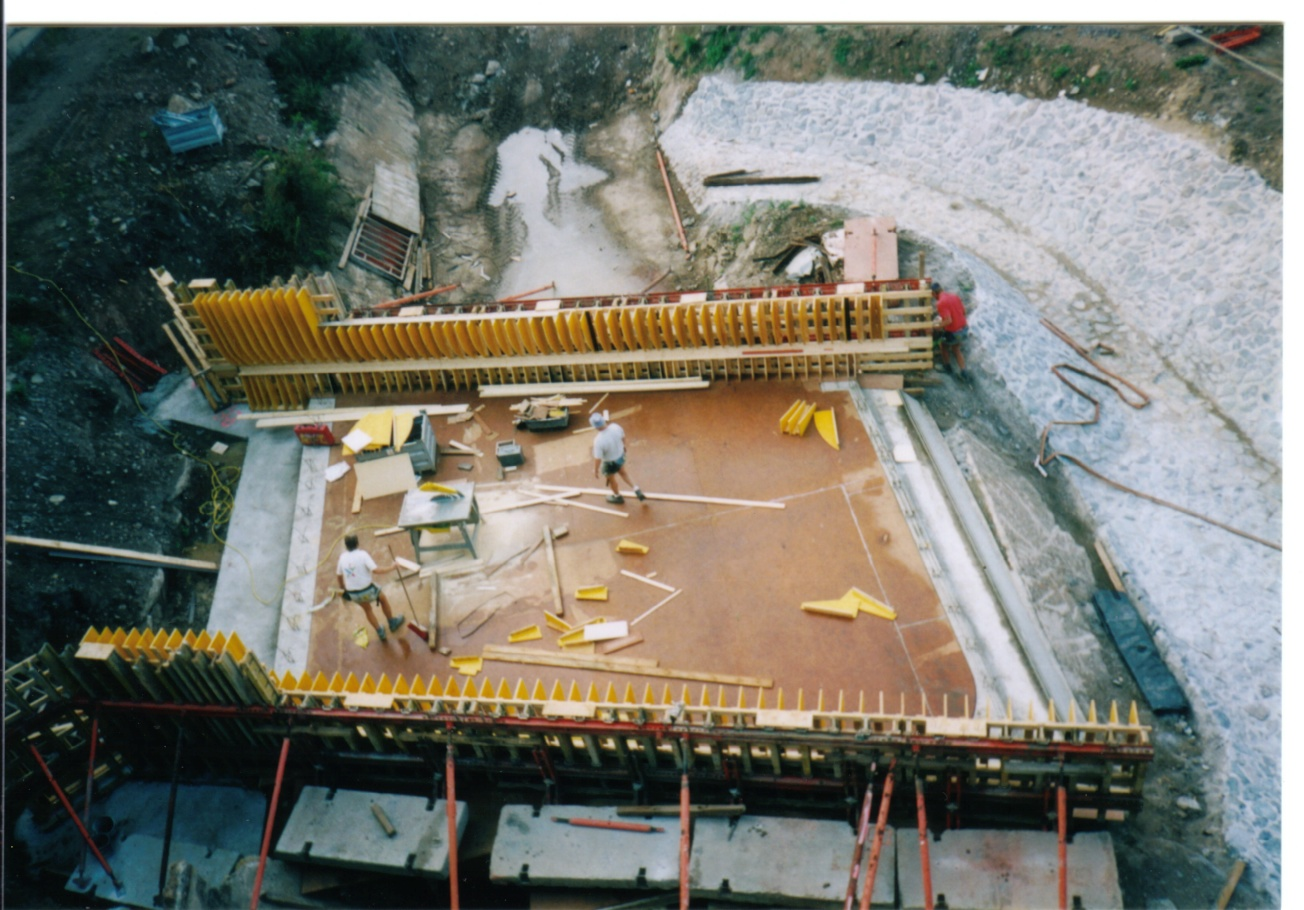
Kreuzungsbrücke Gessenbach/Mühlgraben im Bau

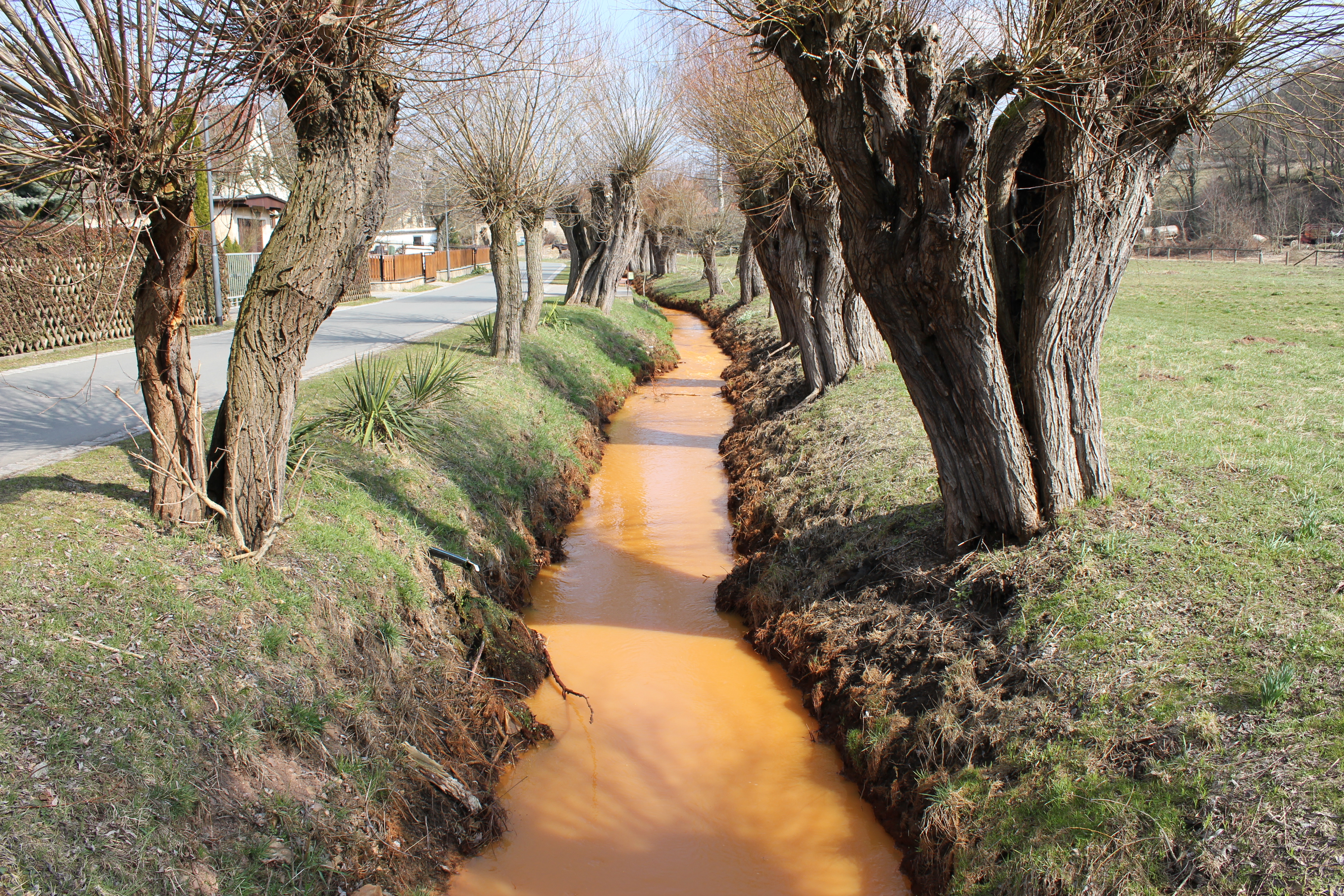
Gessenbach zwischen Ronneburg und Collis mit roter Verfärbung durch Eisen

Der Gessenbach ist ein östlicher und orografisch rechtsseitiger Zufluss der Weißen Elster im Landkreis Greiz in Thüringen. Nach ihm benannt ist das Gessental.

## Verlauf
Der Gessenbach entspringt nordöstlich von Raitzhain, einem östlichen Stadtteil von Ronneburg. Seine Quelle liegt im Dreieck zwischen der Bundesautobahn 4 (mit Anschlussstelle Ronneburg) im Norden, der Bundesstraße 7 im Südosten und der Bahnstrecke Meuselwitz–Ronneburg im Westen – in einem Hain 295 m ü. NN.
Anfangs fließt der Gessenbach durch Raitzhain und kurz darauf durch die Kernstadt von Ronneburg. Ab dort bildet er das Gessental (siehe unten). Darin unterquert er die 79 m lange Brücke Gessental der Bahnstrecke Gößnitz–Gera und die 225 m lange Fußgängerbrücke Drachenschwanz und passiert danach den nördlich des Tals gelegenen Ronneburger Ortsteil Grobsdorf.
Dann erreicht der Gessenbach – bei erneutem Unterqueren der Bahnstrecke – auf etwa 230 m ü. NN das Stadtgebiet von Gera, um dort entlang der Bahnstrecke durch die Geraer Ortsteile Collis und Pforten zu verlaufen.
Anschließend erreicht der Gessenbach im Bereich des ehemaligen Güterbahnhofs Gera-Süd den Geraer Mühlgraben, einen innerstädtischen Seitenkanal der Weißen Elster, den er auf einer Trogbrücke (⊙) überquert; zwei dortige Überläufe speisen den Graben. Schließlich fließt er – den Anschluss des Elsterdamms (B 2) an den Stadtring Süd-Ost (B 92) untertunnelnd – weiter bis zur Weißen Elster. Seine Einmündung liegt knapp 100 m nördlich der über die Weiße Elster führenden Brücke der südöstlich an den Stadtring Süd-Ost anschließenden Vogtlandstraße.

## Gessental

### Allgemeines
Bis 1968 führte die Bahnstrecke Gößnitz–Gera durch das Gessental. Danach wurde die Strecke nach Norden verlegt und teilweise mit Abraum aus dem Bergbau der SDAG Wismut verdeckt.
Das östliche Ende des stark vom Uranerzbergbau geschundenen Gessental ist heute in die Neue Landschaft Ronneburg, die Teil der Bundesgartenschau 2007 war, einbezogen. Über den Badergraben, der aus dem Ronneburger Stadtzentrum das Gessental erreicht und unmittelbar westlich der Neuen Landschaft Ronneburg in den Gessenbach mündet, führt die Holzbrücke Drachenschwanz. Im Zuge der Sanierung des Uranerzbergbaugebietes wurde der zu Wismut-Zeiten großteils verrohrte Bach wieder freigelegt und renaturiert.
Auch im unteren Teil des Gessentals wurde dem Gessenbach ein neues Bachbett errichtet. Dies geschah im Zusammenhang mit dem Bau der Stadtbahnlinie 1 von Gera-Zwötzen nach Gera-Untermhaus sowie der Buga 2007.

### Gessentalradweg
Zwischen Gera und Ronneburg wurde im Zuge der BUGA 2007 als Teil des Fernradwanderweges Thüringer Städtekette der etwa 8 km lange Gessentalradweg geschaffen.

## Verschmutzung
Wissenschaftler der Universität Jena haben nachgewiesen, dass in der Nähe des Ronneburger Bachufers in bis zu einem Meter Tiefe stellenweise erhöhte Konzentrationen von Schwermetallen wie Uran im Boden sind.